# Ernest Martin Doblin
Ernest Martin Doblin (geboren als Ernst Martin Döblin 14. April 1904 in Berlin; gestorben 15. Juli 1951 in New York City) war ein deutschamerikanischer Ökonom.

## Leben
Ernst Martin Döblin war ein Sohn des Holzhändlers Ludwig Döblin (1872–1930) und der Käte Leipziger (1878–). Sein Bruder Rudolf Döblin (1910–) wurde Dirigent, er konnte emigrieren. Seine Schwester Eva Abrams (1905–) und seine Mutter wurden Opfer des Holocaust. Der Schriftsteller Alfred Döblin war ein Onkel. 
Döblin studierte an der Berliner Handelshochschule. Er wurde 1929 promoviert, arbeitete bis 1931 als Hochschulassistent am Währungsinstitut der Berliner Universität und war ab 1931 Mitarbeiter bei der Zeitschrift Der Deutsche Volkswirt.
Döblin musste nach der Machtübergabe an die Nationalsozialisten 1933 emigrieren und wurde Assistent an der London School of Economics. 1936 zog er weiter in die USA und war zunächst Stipendiat an der Brookings Institution in Washington, D.C. Doblin, wie er sich nun nannte, erhielt 1942 die amerikanische Staatsbürgerschaft und heiratete im selben Jahr die Ökonomin und deutsche Emigrantin Claire Pohly. Er lehrte an der New Yorker New School for Social Research und am City College of New York, war im 1941 gegründeten Office of Price Administration und für das US-Handelsministerium tätig. Ab 1947 arbeitete er beim Statistischen Büro der Vereinten Nationen (UNO).

## Schriften (Auswahl)
- Theorie des Dumpings. Jena: Fischer, 1931
- Fredric Benham: Das Englische Währungs-Experiment. Übersetzung Ernst Döblin; Kurt Michalski. Hrsg. von Melchior Paly. Heidelberg: Springer, 1933
- Monopole und Besteuerung. Berlin : Junker & Dünnhaupt, 1933
- Investment Trust and Investment Companies. 1939
- Ernest Martin Doblin, Claire Pohly: The Social Composition of the Nazi Leadership, in: American Journal of Sociology, Juli 1945, S. 42–49
- The Ratio of Income to Money Supply, in: The Review of Economics and Statistics, 1951, S. 201–209